# Jammers Minde
Jammers Minde er et manuskript af Christian 4.s datter Leonora Christina, der sad fængslet i Blåtårn i årene 1663—85, mistænkt for delagtighed i ægtefællen Corfitz Ulfeldts forræderi.

## Historie
Inden hun påbegyndte Jammers Minde, havde hun afsluttet en fransk selvbiografi, henvendt til den europæiske offentlighed. Hun fik manuskriptet smuglet ud i 1673.
Hun tog så fat på Jammers Minde i Blåtårn, men værket blev først fuldført efter at hun var løsladt og bosat i Maribo kloster. Teksten skildrer hendes liv i de 22 år, hun sad indespærret; et selvforsvar og samtidig en beskrivelse af et pinefuldt fangenskab.
Efter Leonora Christines død tog hendes søn Leo Ulfeldt håndskriftet med til Østrig, hvor det gik i arv til hans efterkommere. Det blev første gang udgivet i 1869. Originalmanuskriptet befinder sig i dag på Frederiksborgmuseet.
Titlen Jammers Minde fandt hun selv på, og har kalligraferet den på forsiden. Så følger et forord dateret 11. juni 1674 (senere rettet til 18. juli) til hendes børn, hvad der rimeligvis er grunden til, at hun valgte at skrive på dansk. Bortset fra indespærringen i Blåtårn og afrejsen derfra, foregår hele handlingen inde i fængslet. Skriftet er delt i tre.
- 1. De første 78 sider er skrevet med tydelig skrift og få rettelser, og virker som en renskrivning af en kladde. Papiret er af samme slags hele vejen, en papirtype benyttet i administrationen på Københavns slot i årene 1673-80. Senere er denne første del blevet grundig korrigeret, med Leonora Christinas skrift og et andet blæk. Efter side 78 er teksten skrevet på flere slags papir, og skriften ændrer flere steder karakter.
- 2. Side 93-192 er skriften trængt mere sammen, og der er mange rettelser. Tilføjelser står i margen, og papirtypen varierer. Mens hun som regel skrev haffuer (= har) i første del, skriver hun haffwer i anden del. I sine brev ændrede hun dette i starten af 1693.
- 3. Side 193-270 er tredje del. Her er skriften større, måske fordi papiret er af dårligere kvalitet. Det fremstår som en kladde, for teksten har mange sjuskefejl, og ord er udeglemt. Hun går fra at skrive vd til ud. I sine breve ændrede hun stavemåde i 1696.[3]

## Kulturkanon
Værket er optaget i Kulturkanonen.
Først da Jammers Minde blev trykt i 1869, blev det muligt at bedømme Leonora Christina som forfatter. Baroklitteratur virkede jævnt over opstyltet og forskruet på 1800-tallets læsere, men Leonora Christinas værk var helt anderledes, så nært op til talesprog og dagligtale, at det klang naturligt også i 1800-tallet. Jammers Minde inspirerede J.P. Jacobsen, da han skrev Fru Marie Grubbe. Efter nederlaget i 1864 kunne nationen identificere sig med den indespærrede kongedatter, der magtede at holde på værdigheden gennem de værste ydmygelser. Kristian Zahrtmann skildrede hendes liv i sine malerier og gjorde beretningen levende for eftertiden.